# Okliková rentabilita
Okliková rentabilita (nepřímá ziskovost) je ekonomický efekt, který je možno pozorovat při pořádání velkých akcí či při provozování významného turistického, kulturního či infrastrukturálního zařízení.
Tyto akce či zařízení (např. sportovní akce, koncerty, veletrhy, lyžařská střediska, zábavní parky, muzea) mnohdy nejsou financovatelné pouze ze vstupného, ale provozovatelé či zájmová skupina, která chce z dané akce či instituce ekonomicky a společensky těžit, dosáhnou díky sekundárním příjmům (místní poplatky, daně, dotace, doprovázející gastronomie, jiné doprovodné služby atd.) alespoň vyrovnaného či dokonce ziskového hospodaření (okliková rentabilita v užším smyslu slova).
Do oklikové rentability v užším smyslu slova lze započítat i reklamní efekty pro region či stát, pokud akce či zařízení má dostatečný ohlas v národních či mezinárodních médiích. Zde lze náklady porovnávat s alternativní placenou reklamou pro daný region či stát v podobných či stejných médiích. Kvalita marketingového poselství je v případě neplaceného zpravodajství o úspěšné akci či atraktivním zařízení vyšší, jelikož respondent nevnímá poselství jako reklamu, kterou má tendenci a priori odmítat. Neobvyklá proto není forma spolupráce, kde stát či jiné společenství dotuje akci či zařízení provozované soukromým subjektem, jelikož dotace sama má protiváhu v příjmu z daní a z jiných zmíněných zdrojů či ve výhodně zajištěné reklamě.
V širším smyslu slova obsahuje okliková rentabilita i doprovodné dlouhodobé efekty, které sebou přináší pravidelné pořádání atraktivní akce či provozování významného zařízení: zlepšení vnímání životní kvality v daném regionu či zemi, přitahování či udržování zajímavých investic a lidí atd., což může např. zpomalit nebo dokonce zvrátit migrační tendence. Mnohdy je okliková rentabilita, zejména v širším smyslu slova, obtížně vypočítatelná a stává se spíše materiálem pro iniciaci politické diskuse o směřování určitého regionu či státu, než exaktním vypočtením výnosnosti vynaložených prostředků; úvahy o ziskovosti ustupují do pozadí společensko-politického významu.